# براد سوايل
براد سوايل (Brad Swaile) (اسمه الكامل برادلي سوايل (Bradley Swaile)) هو ممثل كندي ولد في 26 ديسمبر 1976 في فانكوفر.

## نبذه
كان براد يتصرف منذ أن كان في المدرسة الإعدادية والثانوية. بعد تخرجه من ثانوية السير وينستون تشرشل في كولومبيا البريطانية ، كندا ، انخرط في مسرح فانكوفر للشباب. بعد ذلك ، أصبح جزءًا من وكالة Arlington Talent Agency. حصل على أول دور صوتي له في دور Ace in My Little Pony (1984) عندما كان في السادسة عشرة من عمره. كانت أفلامه السينمائية عبارة عن مبالغ صوتية بشكل أساسي، لكنه قام ببعض الحركhj الحية (مثل The Outer Limits (1995) و The Odyssey (1992) ). تخرج من برنامج التصميم الجرافيكي والمرئي في كلية كوانتلين الجامعية. يعيش براد في فانكوفر. ولديه أخت أكبر منه بسنة واحدة.

## أدواره في الأنمي

### مسلسلات أنمي تلفزيونية
- التقرير المتنقل الجديد جاندام وينج - كاتر رابربا وينر
- ديث نوت - لايت ياغامي
- البدلة المتنقلة جاندام - أمورو راي
- بلاك لاغون - روك
- همتارو - ماكسويل
- دراغون درايف - ريجي أوزورا
- هيكارو نو غو - فُجيوارا نو ساي
- ريفايوس اللامتناهية - كوجي أيبا
- إينوياشا - أماري نوبُناغا
- ميجامان محارب النت - لان هيكاري
- البدلة المتنقلة جاندام سيد - دياركا إلسمان
- البدلة المتنقلة جاندام سيد ديستني - دياركا إلسمان, أول نيدر
- البدلة المتنقلة جاندام 00 - سِتسنا إف سييه
- رانما ½ - موس
- شاكوغان نو شانا - كيساكو ساتو
- ذا سول تيكر - كيوسكي داتيه/سول تيكر
- طوكيو أندرغراوند - رُمينا أساغي
- ترانسفورمرز إينرجون - كيكر
- زويدز زيرو - هاري تشامب
- كوروزوكا - كورو

### أوفا أنمي
- التقرير المتنقل الجديد جاندام وينج: إندليس والتز - كاتر رابربا وينر

### أفلام أنمي
- البدلة المتنقلة جاندام: هجوم شار - أمورو راي

## أدواره في الرسوم المتحركة
- إكس-من: إيفولوشن - نايت كرولر

## وصلات خارجية
- براد سوايل على موقع IMDb (الإنجليزية)
- براد سوايل على موقع قاعدة بيانات الفيلم (الإنجليزية)
- براد سوايل على موقع ANN person (الإنجليزية)